# Omobranchus smithi
Omobranchus smithi és una espècie de peix de la família dels blènnids i de l'ordre dels perciformes.

## Reproducció
És ovípar.

## Hàbitat
És un peix marí de clima tropical.

## Distribució geogràfica
Es troba des de l'Índia fins a Mar de la Xina Meridional.